# در دفاع از خودم
در دفاع از خودم (انگلیسی: In My Defense) دومین آلبوم استودیویی رپر استرالیایی ایگی آزیلیا می‌باشد که در ۱۹ ژوئیهٔ سال ۲۰۱۹ توسط بد دریمز رکوردز و امپایر دیستربشن در به‌عنوان دنبالهٔ کلاسیک جدید (۲۰۱۴) منتشر گردید.